# Estadio Universitario (UES)
El Estadio Universitario (UES), oficialmente Estadio Universitario "Héroes y Mártires del 30 de julio de 1975", es un estadio situado en la ciudad de San Salvador capital de El Salvador, y es la sede del equipo CD Universidad de El Salvador de la Segunda División de El Salvador.

## Inauguración
El estadio fue inaugurado el 28 de febrero de 2003 y construido por la Universidad de El Salvador, en el marco de los XIX Juegos Centroamericanos y del Caribe de 2002. Proyecto apoyado por el entonces Presidente de la República, Francisco Flores.

## Historia
El campo de fútbol fue construido como parte del Complejo Deportivo de la Universidad de El Salvador, y su inversión total ascendió a 40 millones de dólares, siendo uno de los mejores complejos deportivos de Iberoamérica. El inmueble es administrado por la misma institución.
El 30 de julio de 2010 el escenario deportivo fue rebautizado como Estadio Universitario "Héroes y Mártires del 30 de julio de 1975", en homenaje a la memoria de los estudiantes asesinados en la masacre estudiantil de la fecha en cuestión, y también como un reconocimiento al ascenso del equipo a la primera división salvadoreña.

## Instalaciones y capacidad
El estadio universitario tiene una capacidad para albergar a 10 000 personas cómodamente sentadas y es el tercer estadio más grande de la capital salvadoreña, después del Estadio Cuscatlán (53 400) y el Estadio Nacional Jorge "Mágico" González (35 000) y es el sexto estadio de todo el país.
El Estadio Universitario cuenta con las siguientes especificaciones:
- Pista olímpica de atletismo
- Pistas para otras disciplinas de atletismo
- Cuatro entradas de acceso al estadio.
- Dos taquillas disponibles para la venta de boletos.
- Cuenta con sistema de riego automático y muy buen drenaje.
- Camerinos completamente equipados y un gimnasio equipado.
- Una pantalla para marcadores.
- Sistema de sonido interno desmontable
- Tres cabinas para la radio y televisión.
- Cuatro torres de alumbrado, dos a cada lado, oriente y poniente. Cada torre cuenta con 4 líneas de paneles y un total de 24 halógenos cada una.
- Parqueo para 3000 vehículos, dentro del recinto universitario.

Otros
- A un costado del estadio se encuentra el polideportivo de la Universidad de El Salvador

## Estadio Universitario de diferentes ángulos

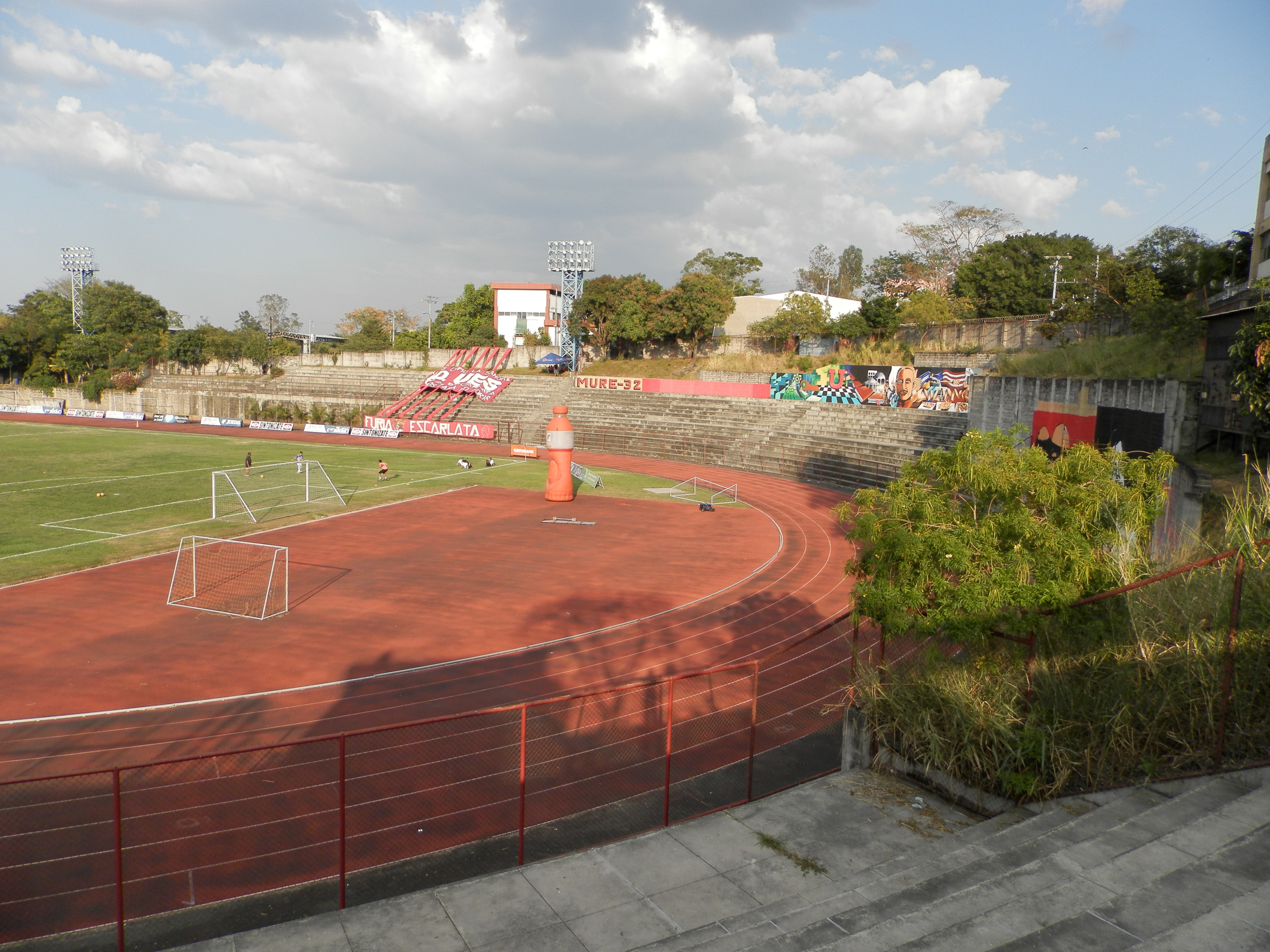
Estadio Universitario (UES) Costado oriente
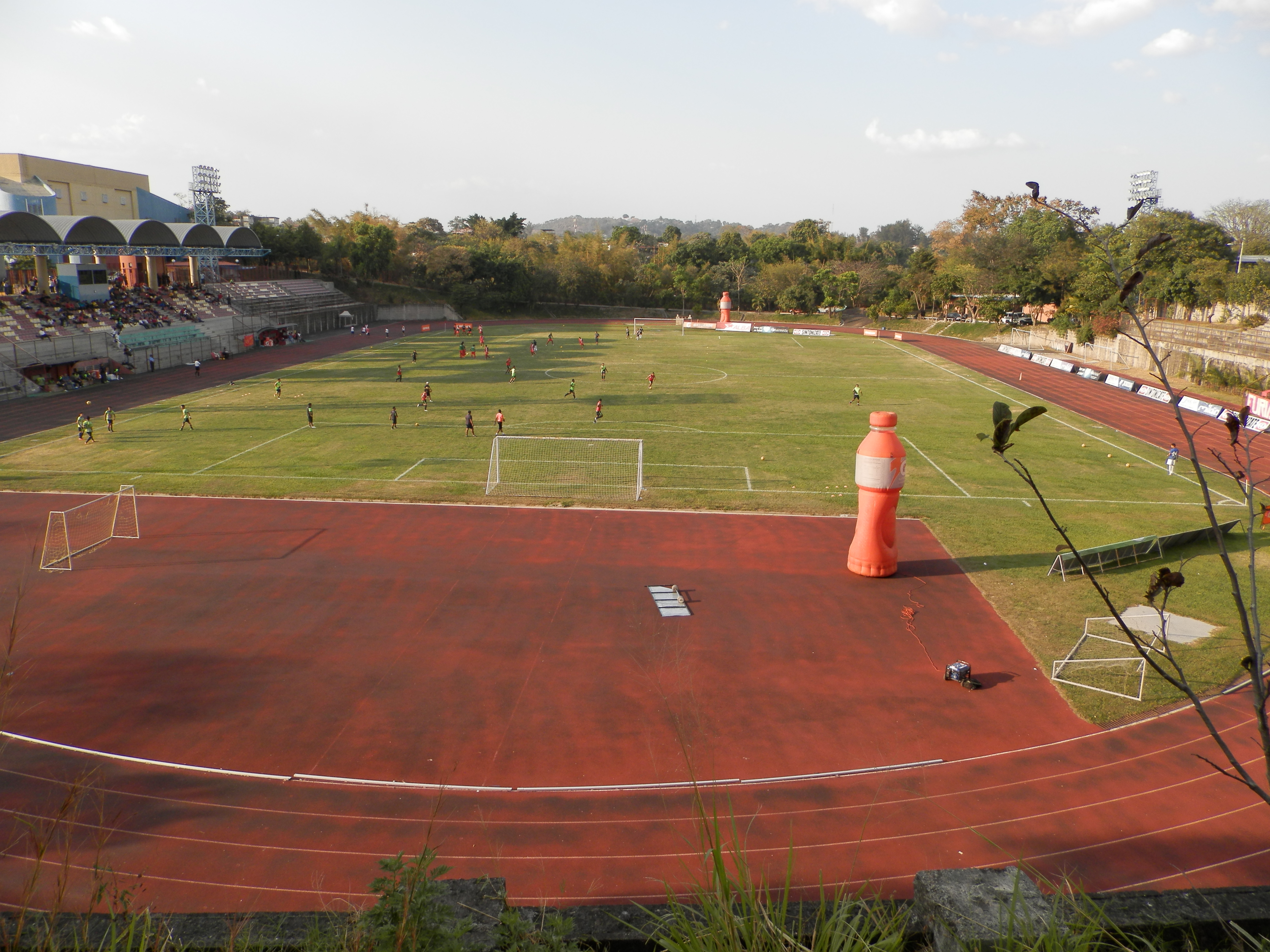
Estadio Universitario (UES) Centro
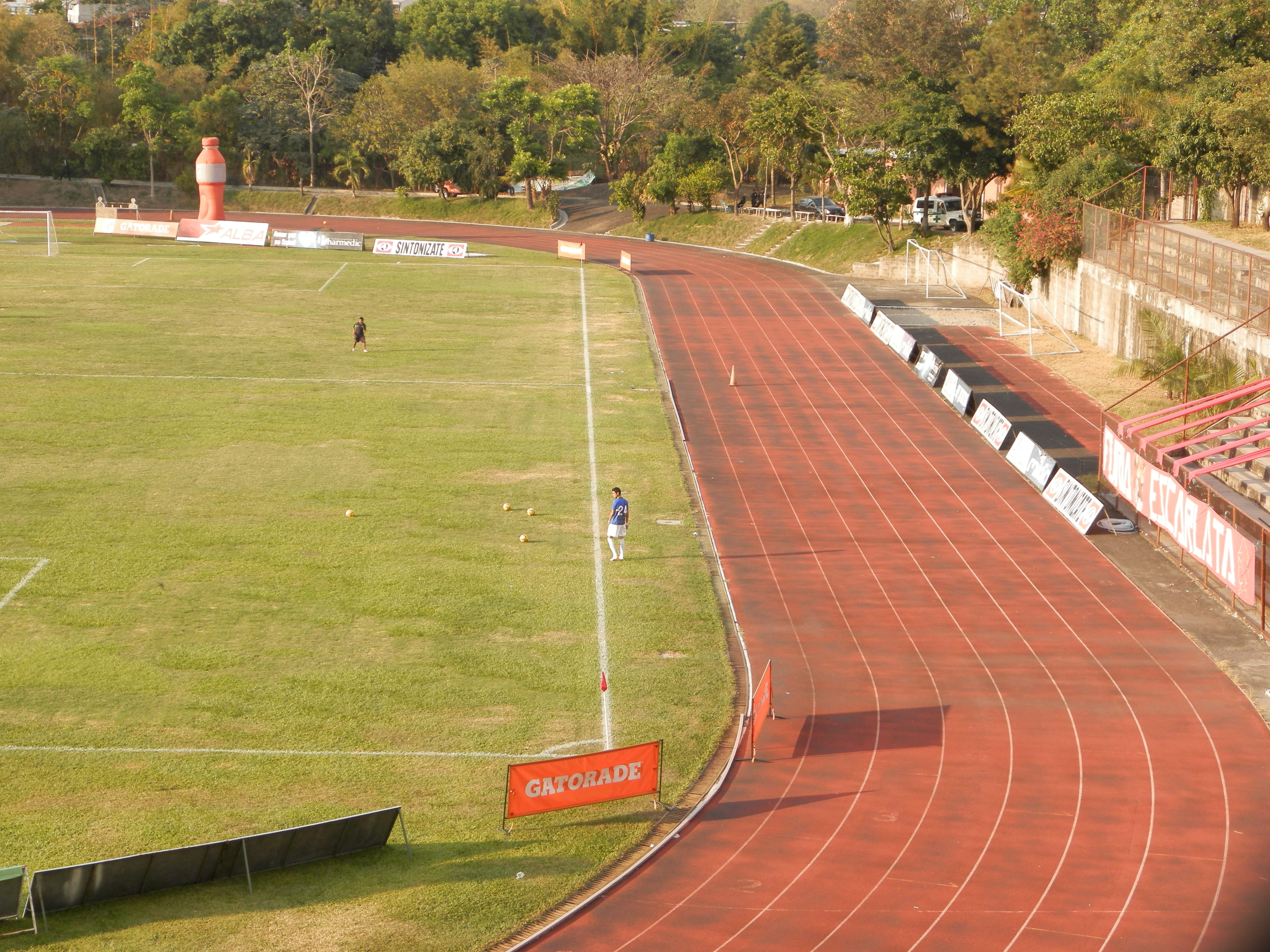
Estadio Universitario (UES) Pista Olímpica
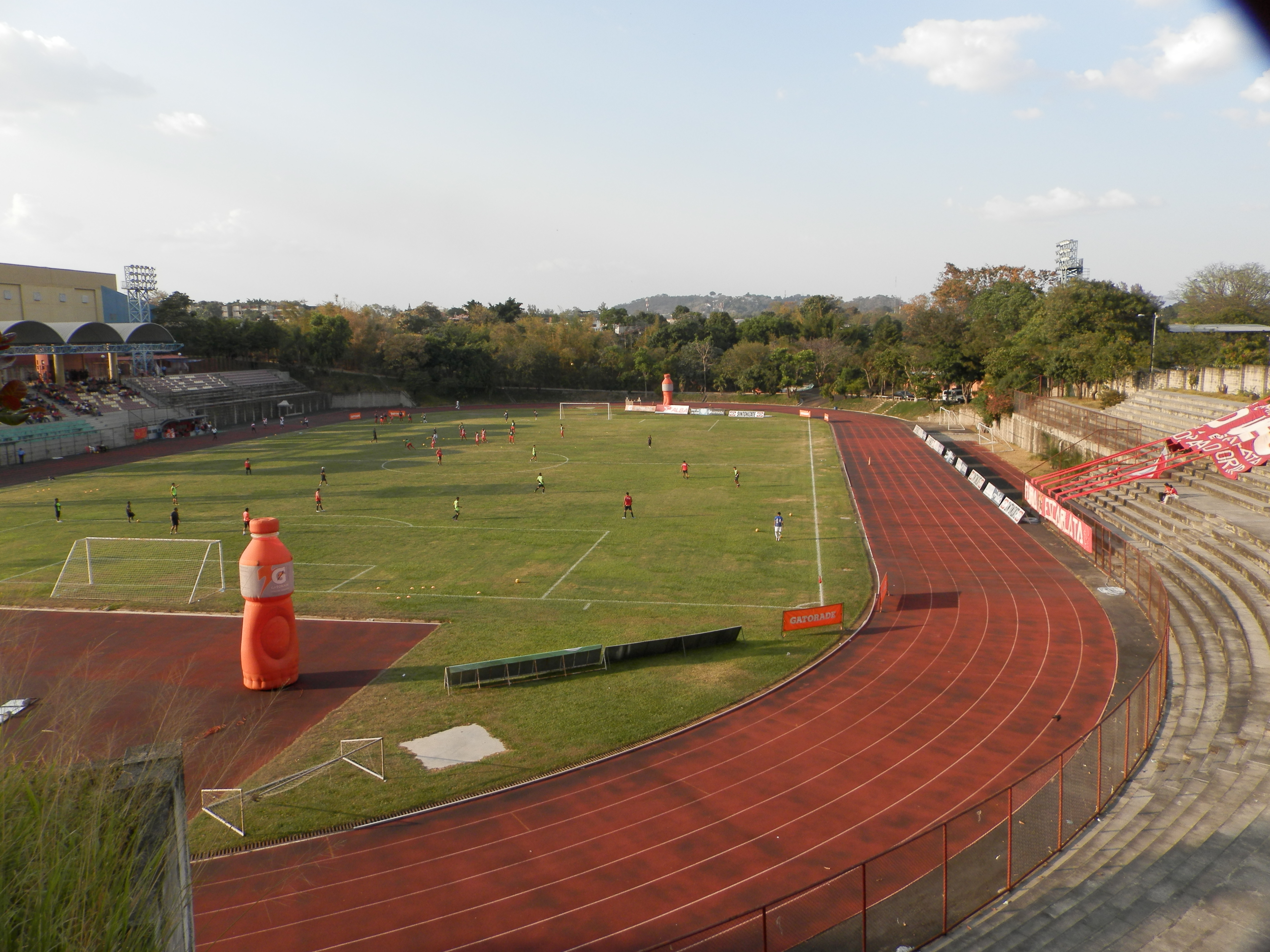
Estadio Universitario (UES) Parte de la pista olímpica
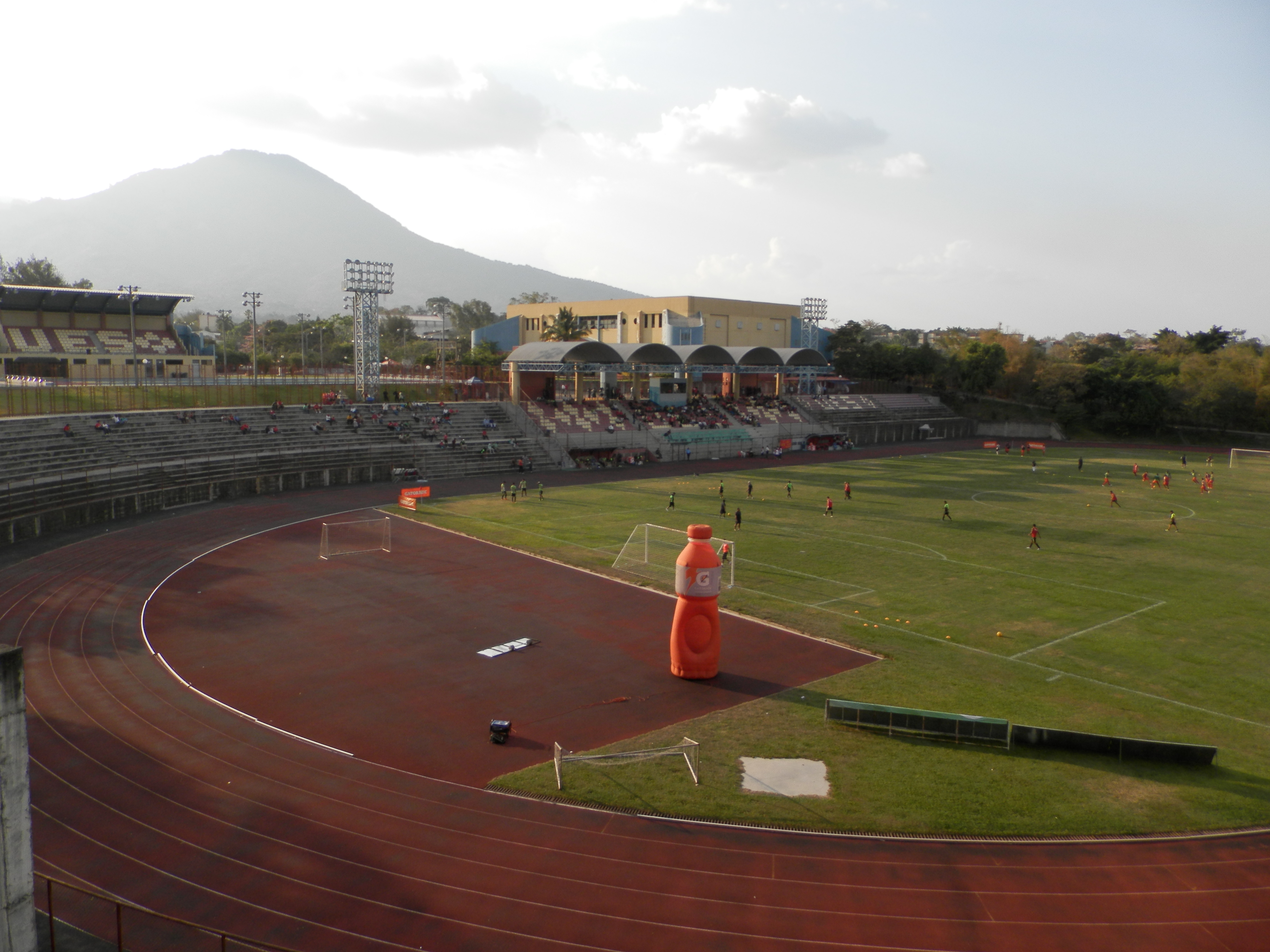
Estadio Universitario (UES) Costado poniente
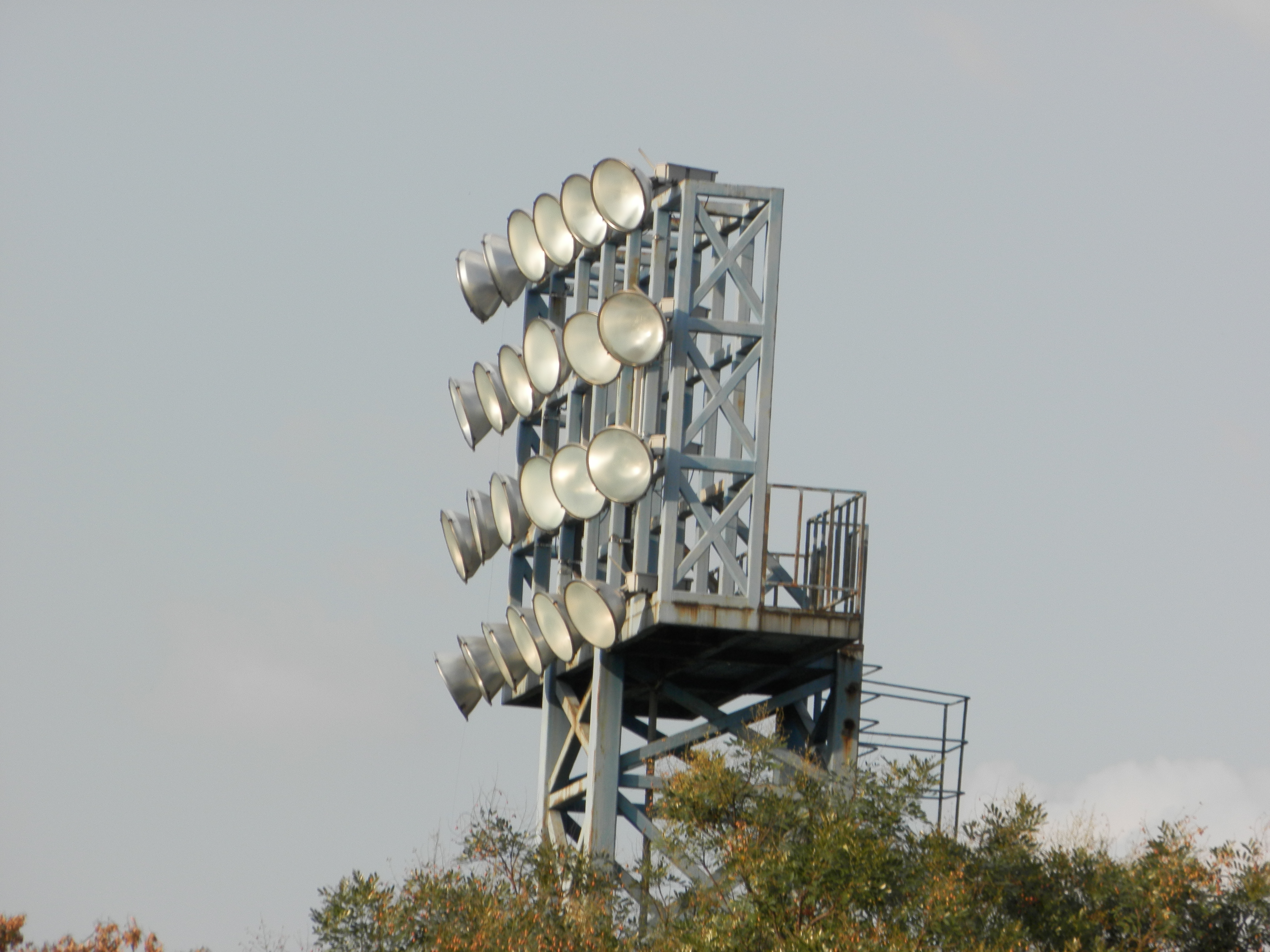
Estadio Universitario (UES) Torre de iluminación con 24 halógenos

- Datos: Q3495897
- Multimedia: Estadio Universitario (UES) / Q3495897